# Volary
Volary (německy Wallern) jsou město v jižních Čechách, ležící v jihozápadní části Jihočeského kraje. Nejbližší město s rozšířenou působností a sídlo okresu jsou Prachatice, vzdálené 14 km severovýchodně. Volary se nacházejí na území CHKO Šumava a při hranici NP Šumava. Městská zástavba je situována do kotliny severně od řeky Teplé Vltavy podél Volarského potoka. Jméno města je německého původu a je patrně odvozeno od lesů, které je obklopují, i když existuje více výkladů.
Ve Volarech žije přibližně 3 700 obyvatel. Jejich založení souvisí s kolonizací Šumavy ve 13. a 14. století. Na rozvoj sídla měl po staletí příznivý vliv provoz na prachatické větvi Zlaté stezky. První písemná zmínka o Volarech pochází z roku 1359: tehdy byl mezi členy městské rady v Prachaticích uveden jistý Ondřej z Volar. Postupně se Volary právě díky rozvoji Zlaté stezky rozrůstaly. V roce 1871 byly povýšeny na město. Po uzavření Mnichovské dohody se tradičně Němci obývané Volary staly součástí nacistického Německa a byly značně ovlivněny událostmi druhé světové války. V květnu 1945 městem prošel pochod smrti z koncentračního tábora Helmbrechts. Na základě Benešových dekretů došlo v roce 1946 k vysídlení Němců. Po válce nastal rozvoj průmyslu; Volary jsou od konce 20. století významným komunikačním uzlem Šumavy a střediskem turistického ruchu, k čemuž přispívá i skutečnost, že jsou největším horským městem Šumavy.

## Název
Již z první zmínky o Volarech z roku 1359 je dochováno jejich německé jméno Wallern. Jeho původ bývá vykládán z německého nářečního spojení ze den waldaeren = „u obyvatel lesa“, v němž se v bavorském nářečí změnilo -ld- na -ll-. Hláskovou a slovotvornou adaptací z něho mělo pak vzniknout české jméno, které je poprvé zmiňováno v roce 1444 jako Wolari. Druhou možností je, že jméno vzniklo od významu ves „volařů“ (obchodníků s dobytkem, případně sedláků chovajících voly). Tato interpretace názvu však bývá považována za méně pravděpodobnou.

## Historie

### Vznik sídla
Založení Volar souviselo s celkovou kolonizací Šumavy ve 13.–14. století, kdy vznikaly nové vesnice převážně s německým obyvatelstvem přicházejícím často z území pasovského biskupství. Druhou podstatnou okolností bylo přeložení původní trasy „Prachaticih via“, obchodní cesty z Pasova do Čech, později nazývané Zlatá stezka. Ta na české území vstupovala údolím Studené Vltavy a pokračovala přes pozdější osady Pěkná a Zbytiny do Prachatic. V první polovině 14. století však byla patrně kvůli močálům vytyčena nová, výše položená trasa přes hřeben Haidelu k dnešním Českým Žlebům a přes brod na Teplé Vltavě do široké volarské kotliny náležící k panství Prachatice, které bylo až do husitských válek v majetku vyšehradské kapituly. První písemná zmínka o Volarech je z roku 1359, kdy je mezi členy městské rady v Prachaticích uveden Ondřej z Volar. Nová osada Volary se brzy rozrostla v největší soumarské středisko na české straně Zlaté stezky.

### Středověk
Husitské války a následující léta, kdy se krajem potulovaly tlupy žoldnéřů a přepadaly kupce (sídlem jedné z nich byl hrad Hus 6 km od Volar), přerušily rozmach obchodu na Zlaté stezce. V roce 1437 zastavil císař Zikmund prachatické panství včetně Volar Janu Smilovi z Křemže. Poté se Prachatic a Volar zmocnil falšovanou listinou Oldřich II. z Rožmberka. Od Rožmberků získali v roce 1457 panství bratři Prokop a Jan z Rabštejna a od Rabštejnů v roce 1493 páni z Roupova, kteří je drželi do roku 1501. Roku 1503 se panství vrátilo do rukou Rožmberků, za jejichž vlády se Volary dočkaly některých výsad (právo konání týdenního trhu, bezplatné užívání stavebního i palivového dřeva, pastva dobytka v panských lesích).

### 16. a 17.století

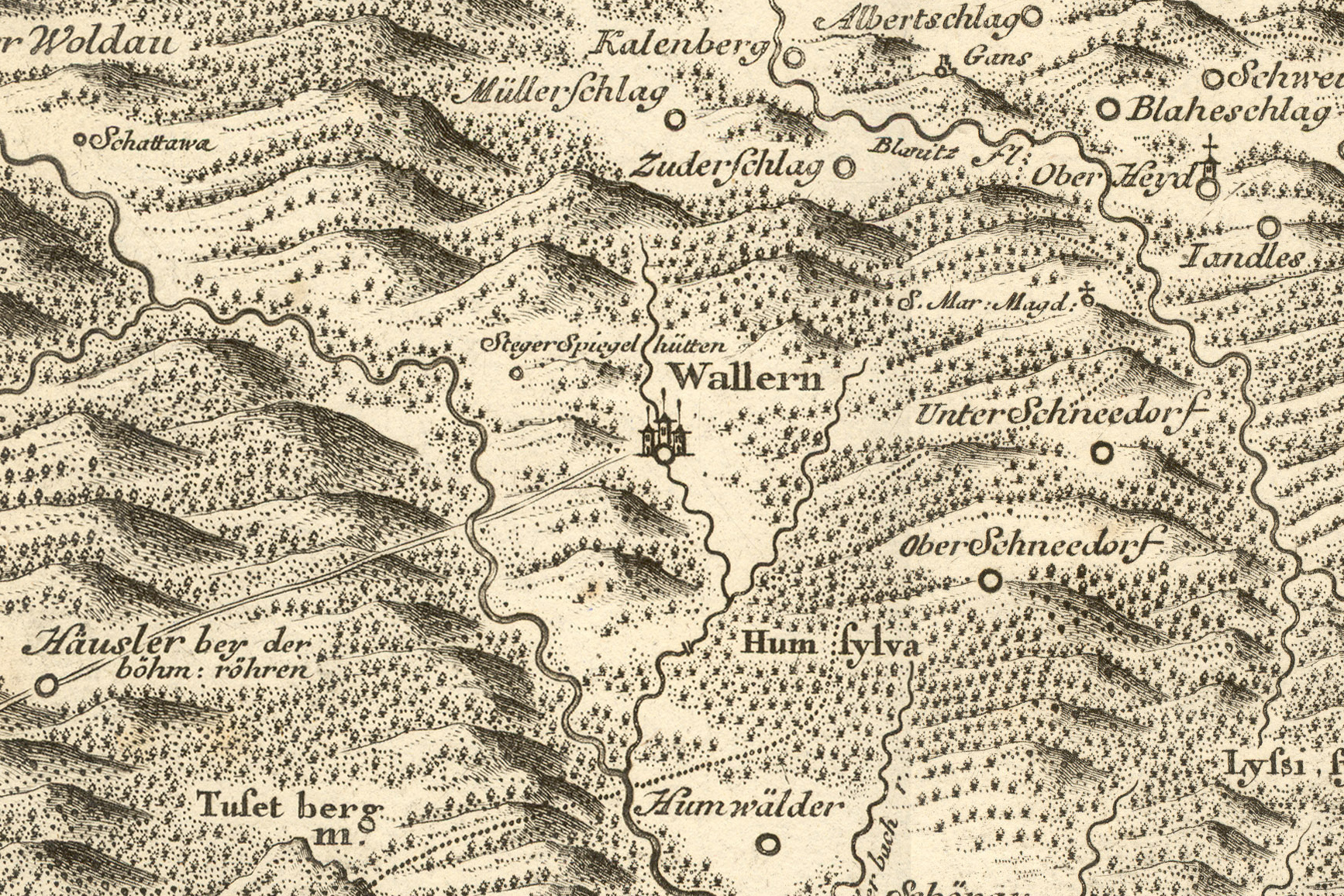
Volary na Müllerově mapě Čech z roku 1720

Během 16. století dosáhl obchod s pasovskou solí pod ochranou Rožmberků svého vrcholu. Volary byly hojně využívány pro přenocování soumarů, kteří přepravovali zboží po stezce. Díky poptávce soumarů bylo ve Volarech v 16. století 13 hostinských a 4 kováři. V téže době probíhala další kolonizační vlna, s níž se ve Volarech objevily roubené domy alpského typu (tzv. volarské alpské domy). Podle ředitele Prachatického muzea Pavla Fencla lze vzhledem k existenci podobného typu domu v horských oblastech Bavorského lesa odmítnout teorie přenesení typu stavby z Korutan, Štýrska či Tyrolska osadníky z těchto zemí. Emil Skála považuje nové osadníky za soumary přicházející od jihu po Zlaté stezce a připomíná názor Rudolfa Kubitscheka, že jejich původním domovem bylo povodí řeky Rott jižně od Pasova. Ve stejném období se v městečku (takto uvedeno v r. 1506) usadilo i několik českých rodin.
Roku 1600 získal panství od zadlužených Rožmberků císař Rudolf II. 23. prosince 1622 obdržel prachatické panství i s Volary od císaře Ferdinanda II. Jan Oldřich z Eggenberka. Opět změnily Volary majitele až v roce 1719, kdy se jimi stali Schwarzenbergové. Obchod na Zlaté stezce, a tím i prosperitu Volar ochromila třicetiletá válka. Po ní se provoz zvolna obnovil, ale kvůli konkurenci rakouské soli z Gmundenu na počátku 18. století zcela zanikl.

### Rozvoj a povýšení na město

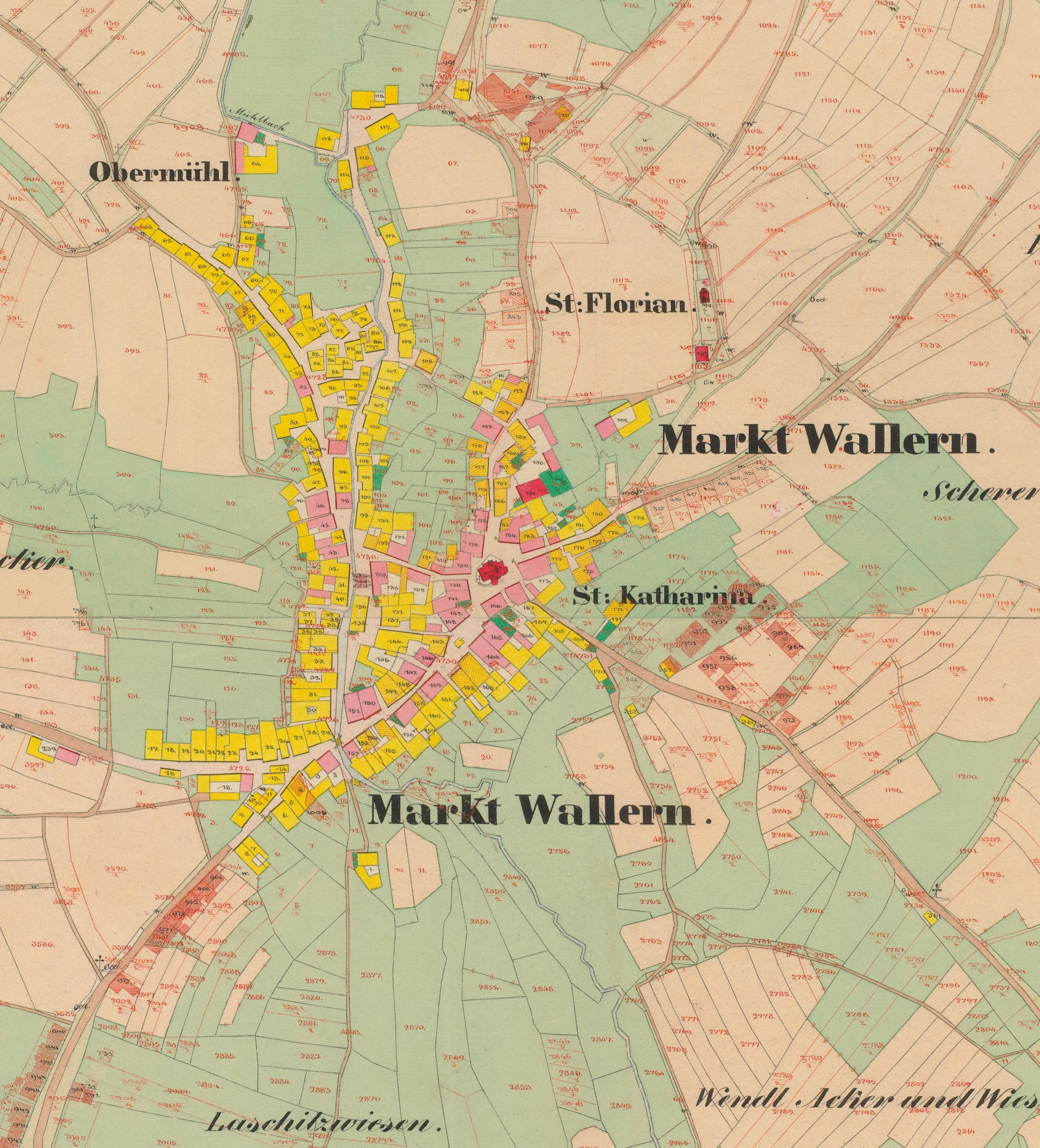
Volary na císařských otiscích map stabilního katastru. Stav z roku 1837. Dřevěné budovy jsou vyznačeny žlutou barvou, zděné budovy červenou.

V průběhu 30. a 40. let 19. století začal pomalý opětný rozvoj města. Tehdy byly Volary spojeny s okolím sítí pevných silnic do Prachatic, Lenory, Českých Žlebů a Chlumu. Do té doby vedly do Volar pouze nezpevněné polní či lesní cesty.
V roce 1848 je ve Volarech uváděno přes dva tisíce obyvatel a dvě stě domů. Rozvoj městečka pokračoval i v šedesátých letech 19. století. Mnohé osobnosti, které ovlivnily život města nebo se jinak proslavily, se narodily právě v tomto desetiletí. Na jeho počátku ve Volarech žilo již přes dva a půl tisíce obyvatel a stálo zde přes 250 domů. Tehdy se začal ve městě rozvíjet i kulturní a společenský život; založeny byly první kulturní spolky, mezi nimi např. Společenstvo dřevozpracujících živností či mužský pěvecký sbor; roku 1861 vznikl ve Volarech také Sokol. Další občanské spolky vznikaly v následujících letech.
Skutečnost, že Volary po staletí sestávaly především z roubených stavení, vysvětluje časté požáry. V roce 1679 zničil požár 45 domů. K dalším velkým požárům došlo v letech 1715, 1719 a 1754. V letech 1856 až 1882 postihlo Volary celkem osm větších požárů. Povýšení Volar na město předcházel jeden z největších požárů v dějinách města: oheň vypukl v jednom z chlévů ve středu 22. července 1863 okolo desáté hodiny večer. Ve velmi krátké chvíli zachvátil polovinu města. Oheň pohltil 59 domů, kostel i školu. Záři požáru bylo na noční obloze vidět až v rakouském Linci. Den po požáru navíc zasáhla zbytek města a spáleniště ničivá bouře a povodeň na potoce.
Zničení poloviny města nastartovalo jeho rychlou obnovu a další rozvoj. Nově budované stavby již nebyly celodřevěné roubené: jako stavební materiály převládly kámen a cihly. Celkovou opravou prošel rovněž kostel, jehož věže dostaly nové cibulové báně a roku 1867 ze zvonařské dílny Franze S. Holledera v Linci i tři nové zvony. Došlo také k částečné náhradě zničeného vnitřního vybavení. Roku 1865 byla ve městě také zřízena nová pošta, která dříve ve Volarech nesídlila a využívalo se úřadu v Prachaticích. Čtyři roky nato bylo ve Volarech zavedeno i telegrafní spojení. 25. října 1870 pak radnice rozhodla požádat císaře o udělení statutu města a vzniká koncept příslušné žádosti. Téže noci měla být na Šumavě pozorovatelná polární záře, které místní přikládali zvláštní důležitost jako neurčité předzvěsti. Samotná žádost o povýšení Volar na město je datována 27. října 1870 a vznikla pouze několik hodin poté, co se celou Šumavou prohnala jedna z nejničivějších vichřic v její novodobé historii. Kvůli nutnosti vytěžit dřevo v polomech tak bylo odeslání žádosti dočasně odloženo. K prosbě o povýšení na město se tak volarští obyvatelé vrátili až počátkem roku 1871.
Na listinách adresovaných císaři tehdy bylo uvedeno: „Obec vlastní 10 306 jiter půdy a ročně odvádí na daních přes 10 000 zlatých.“ Rovněž byl uveden počet obyvatel, který činil přibližně tři tisíce. Dále pak radní zmiňovali velký počet tkalců a rovněž skutečnost, že se Volary řadí mezi průmyslová města. Rovněž připomněli: „Máme tu poštovní a telegrafní úřad, oddělení finanční stráže, lékaře s lékárnou, faráře se dvěma fundovanými kaplany a školu se třemi třídami. Konají se u nás čtyři výroční trhy a každý týden dobytčí trh.“
Žádost byla odeslána na okresní hejtmanství, odtud putovala na ministerstvo vnitra a posléze k císaři. Ten v neděli 30. dubna 1871 podepsal listinu, jíž povýšil Volary na město. Městu byl ponechán jeho původní znak. V dokumentu o povýšení byl tehdy uveden rovněž přesný počet obyvatel města: 2 712.

### 20. století do Mnichova

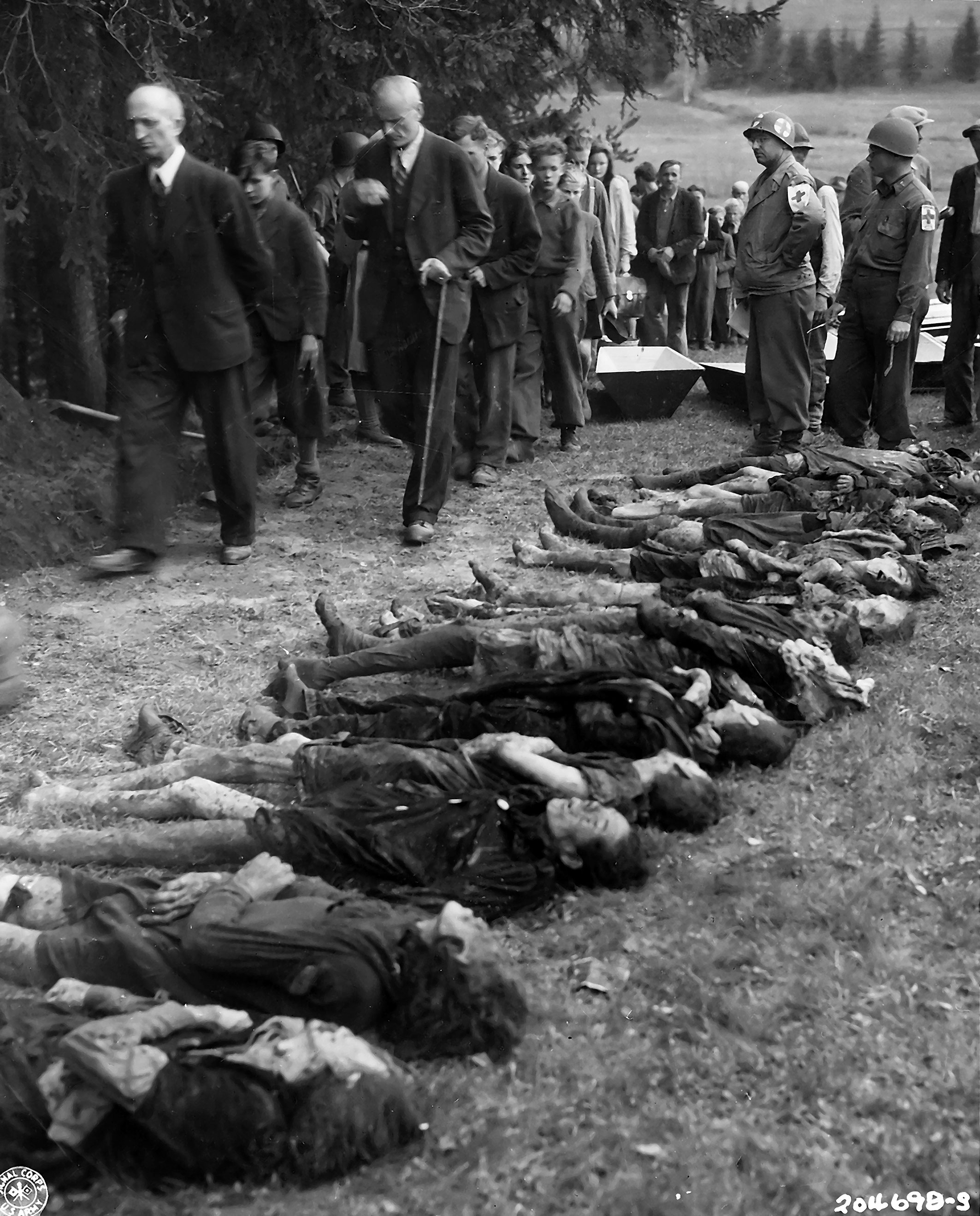
Američtí vojáci přinutili sudetské Němce ve Volarech projít kolem mrtvol židovských žen, které zemřely při pochodu smrti, květen 1945

Na přelomu století změnila historii Volar železnice: 15. října 1899 byl zahájen provoz z Prachatic do Volar, z Volar do Vimperka 8. července 1900, trať z Volar do Černého Kříže s připojením na Český Krumlov a České Budějovice 12. června 1910 a odbočka přes Haidmühle do Pasova 15. listopadu 1910. Volary se tím staly nejdůležitějším železničním uzlem Šumavy.
Železnice umožnila nový hospodářský rozmach: roku 1908 postavila obec vodovod, 1912 vznikla mlékárna a 1923 bylo město napojeno na elektrickou síť. Rozvoj na čas přerušila první světová válka, v níž zahynulo 124 místních občanů. Další přerušení přinesla hospodářská krize na počátku 30. let. V roce 1939 měly Volary 4088 obyvatel (historicky nejvyšší počet) a 506 domů, z nichž 280 bylo postaveno od jejich povýšení na město.
Až do vzniku Československa byly Volary národnostně téměř stoprocentně německé – podle sčítání lidu v roce 1910 bylo z 3573 obyvatel tehdejšího města pouze 9 Čechů; deset let předtím není uváděn ani jeden. Během první republiky se počet Čechů ve Volarech zvýšil na téměř dvě stě osob v závěru 30. let 20. století. Jednalo se především o státní zaměstnance (železničáři, četnictvo, finanční stráž, zaměstnanci důchodkové kontroly). Česká menšina si postupně vybudovala školu a školku, fotbalové hřiště, tenisový kurt, turistickou kancelář a založila různé spolky – Klub československých turistů, Národní jednotu pošumavskou, konzumní družstvo, kapelu.

### 1938–1945
Po podepsání mnichovské dohody byl v září 1938 pro zdejší Čechy vypraven evakuační vlak; Volary se staly součástí Třetí říše a 2. října 1938 byly obsazeny wehrmachtem. Po vypuknutí druhé světové války byl v roce 1940 ve městě zřízen tábor válečných zajatců, kteří pracovali v továrnách, při těžbě dřeva, na stavbě komunikací atd. Ve válce přišlo o život přes 200 Volaranů. 5. května 1945 předal starosta Anton Praxl bez odporu Volary americké armádě, která zde setrvala do 2. prosince téhož roku.
Den předtím, tj. 4. května 1945, do Volar dorazil jeden z pochodů smrti, který nacisté vedli z koncentračního tábora Helmbrechts až k Husinci u Prachatic. Po příchodu amerických vojsk byly ve Volarech a okolí (Kvilda, Polka, Cudrovice, Bierbruck, Blanický mlýn) nalezeny a exhumovány zemřelé či zastřelené ženy. Další oběti přibyly ze skupiny, kterou nacistické stráže pochodu zanechaly ve Volarech a jež byla po osvobození umístěna ve vojenském lazaretu. Celkem bylo na samostatném hřbitově pohřbeno 96 převážně židovských žen. Později zde byl umístěn pietní památník a hřbitov je zapsán na seznamu židovských památek.
Dne 7. května 1945 byl poblíž Volar zabit  Čechoameričan Charley Havlat, který je považován za posledního amerického vojáka zabitého v Evropě při vojenské akci 2. světové války. Památník Charley Havlata je od roku 2002 umístěn u silnice č. 39 z Volar do Lenory.
Konec války provázely velké zmatky a hromadný pohyb osob. Železnicí do Bavorska se stahovala německá vojska a okupační úředníci a přímo ve městě se hromadili civilní němečtí uprchlíci, zajatci a ranění. Jejich počty se měnily a přesnou evidenci nikdo nevedl. Za údaje slouží pouze odhady, provedené navíc retrospektivně. Zdroje blízké tehdejšímu starostovi uvádějí 3000 osob;  zdroje z prostředí železnice naznačují, že se mohlo jednat o cca 12 000 osob a mj. popisují tříměsíční pobyt transportu uprchlíků z Maďarska (kronika železniční stanice Černý Kříž); kronika města uvádí dokonce 16 000 osob.

### Poválečný vývoj
Po skončení druhé světové války se do města stěhovali Češi z vnitrozemí a později i Slováci – reemigranti z Maďarska a Rumunska. Organizovaný odsun Němců z Volarska byl zahájen 8. března 1946. Po prvním transportu, kdy bylo 658 volarských Němců odvezeno vlakem na shromaždiště do Prachatic a odtud po deseti dnech do Německa, následovaly další čtyři velké transporty, jejichž shromaždiště bylo již přímo ve Volarech. Komunita starousedlíků byla z města vysídlena takřka beze zbytku. Po změně politického režimu sídlila ve Volarech od 1. října 1949 brigáda pohraniční stráže, součást vojsk ministerstva vnitra, která měla za úkol střežit hranici státu se sousedním Německem. Pohraniční stráž byla rozpuštěna až po pádu železné opony. Dodnes ji připomínají objekty kasáren v západní části Volar.
Roku 1995 Volary získaly městskou vlajku, která vznikla stylizací městského znaku. Od téhož roku je severní část města také chráněnou vesnickou památkovou rezervací.

## Zeměpis

### Poloha

Situační plánek Volar

Volary se nacházejí v jižní části okresu Prachatice, který leží v jihozápadní části Jihočeského kraje. Od krajského města Českých Budějovic jsou Volary vzdáleny 45 km západním směrem. Okresní město Prachatice leží 16 km severovýchodním směrem. Dalším blízkým větším městem je německé okresní město Passau vzdálené 50 km jihozápadním směrem. Hranice se Spolkovou republikou Německo prochází asi 10 kilometrů jižně od Volar. Sousedními obcemi sídla jsou Horní Vltavice, Buk, Záblatí, Zbytiny, Nová Pec, Stožec, Lenora a vojenský újezd Boletice.
Město leží v nadmořské výšce 760 m n. m. uprostřed kotliny, která je severním výběžkem Vltavické brázdy a ohraničuje ji Boubínská hornatina na západě, Prachatická hornatina na severu a Želnavská hornatina na východě. K jihu se kotlina snižuje do širokého údolí při soutoku Teplé a Studené Vltavy.
Rozloha katastru Volar činí 107,63 km2; území se dělí na tři městské části, z nichž jednu tvoří vlastní město a ostatní dvě vesnice Mlynářovice a Chlum. Část historického centra byla roku 1995 vyhlášena vesnickou památkovou rezervací. Chráněny jsou především roubené domy, vystavěné v alpském stylu.

### Podnebí
Svou horskou polohou Volary náležejí podle podnebné regionalizace Česka do chladné oblasti. Ta je charakterizována např. jen deseti až třiceti letními dny v roce a naopak sto čtyřiceti až sto šedesáti mrazovými dny. V období let 1961–1990 se průměrná roční teplota vzduchu pohybovala v intervalu 4–5 °C; průměrný roční úhrn srážek byl v intervalu 800–1000 mm. Od roku 2007 je ve Volarech v provozu meteorologická stanice, která od roku 2008 používá vybavení Davis Vantage Pro2. V roce 2009 byla na této stanici naměřena průměrná roční teplota 6,5 °C, roční srážky 823,6 mm, 22 letních dnů a 148 mrazových dnů.

### Geologická stavba, reliéf a půdy

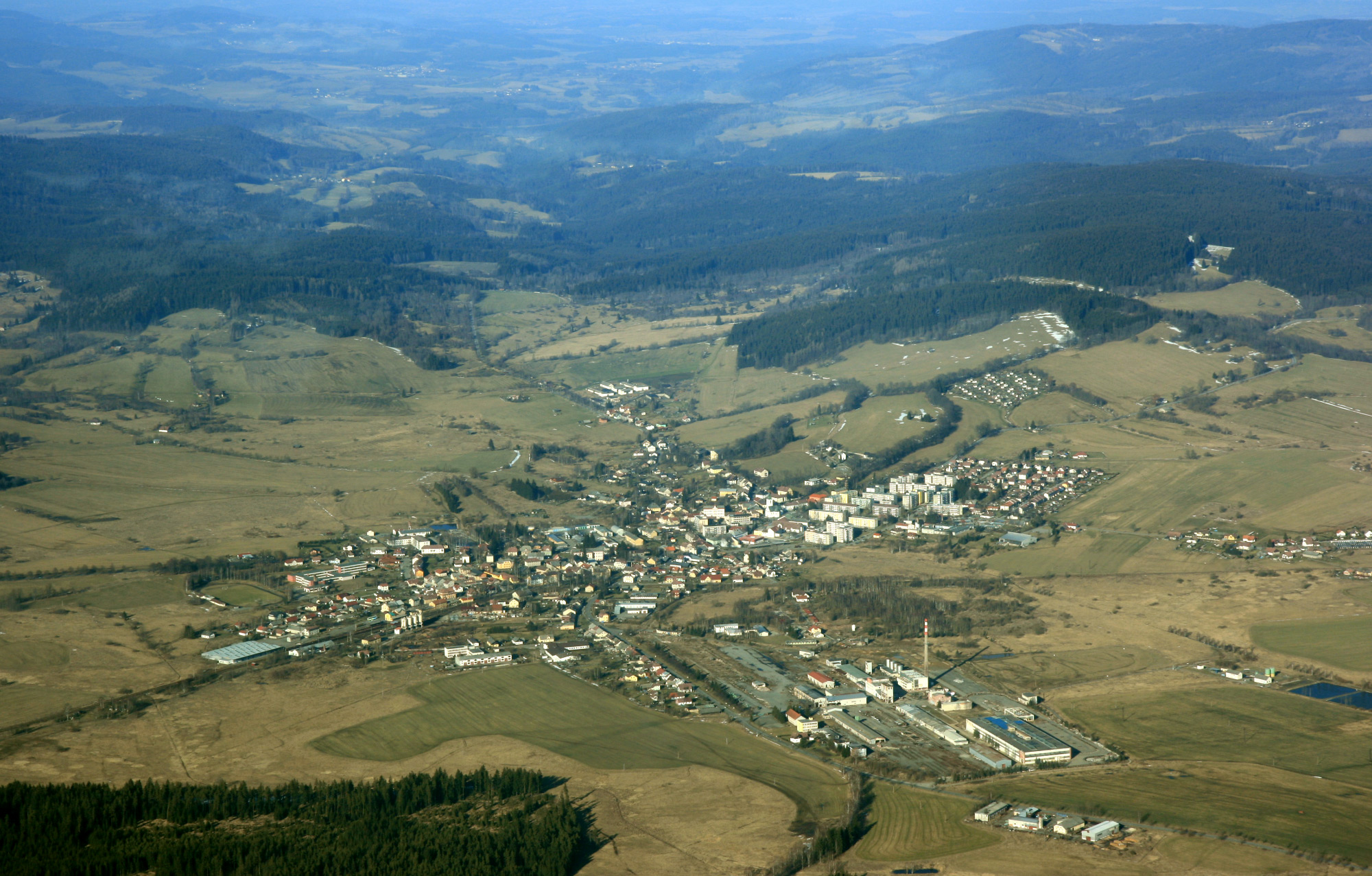
Letecký pohled na Volary od jihozápadu

Geologicky Volary patří do moldanubické oblasti Českého masivu, přesněji do jednotvárné série hornin šumavského moldanubika. Hojně zastoupenými horninami jsou proto migmatity a pararuly až starohorního stáří. Tyto původní a staré horniny byly během geologického vývoje vystaveny erozi. Dnes je pokrývají především v údolních oblastech Vltavické brázdy čtvrtohorní sedimenty a v nejvlhčích místech rašeliniště (Velká a Malá niva, u Soumarského Mostu, Vltavský luh, u Lučního potoka), vyvíjející se od začátku holocénu. Na zvětralinách migmatitů a pararul se na Volarsku vyvíjejí vlivem nadmořské výšky silně kyselé hnědé půdy, nad 800 m n. m. podzolované hnědé půdy. Geologicky zajímavou lokalitou je velký stěnový lom 4 km jihovýchodně od Volar na katastrálním území Chlum u Volar, kde se zachovaly zaoblené žokovité kameny (až 25 cm velké), vytvořené chemickým zvětráváním dvojslídného granodioritu moldanubického plutonu v teplém a vlhkém podnebí, v němž došlo ke kaolinitizaci živců. Tyto zvětraliny obsahují pestrou škálu minerálů: albit, křemen, turmalín, ilmenit, titanit, apatit, zirkon aj

## Obyvatelstvo
K 31. prosinci 2009 žilo ve Volarech 4014 obyvatel. Podle posledního sčítaní lidu, domů a bytů z roku 2001 zde žilo 4068 obyvatel, z toho bylo 1972 žen a 2096 mužů. Nejvyššího počtu obyvatel 5865 dosáhlo území pozdějšího správního obvodu města Volar při sčítání lidu v roce 1930. Tehdy se nacházelo v současném správním obvodu obce Volary 5 obcí (Cudrovice, Horní Sněžná, Chlum, Milešice a Volary) s 11 osadami, z nichž čtyři později zanikly. Samotné Volary měly ve stejném roce 3905 obyvatel.
Ve vztahu k úrovni vzdělání převládá ve Volarech obyvatelstvo se středním odborným vzděláním či vyučením bez maturity. Při sčítání lidu v roce 2001 uvedlo tuto úroveň vzdělání celkem 1380 občanů. Středoškolské vzdělání s maturitou uvedlo 679 obyvatel a vysokoškoláků se přihlásilo 128. Nejpočetnější věkovou skupinu představoval segment 20–29 let.

#### Struktura
Národnostní složení obyvatel obce bylo v roce 2001 poměrně homogenní: 3577 obyvatel se hlásilo k národnosti české, 5 k národnosti moravské, 185 ke slovenské, 12 občanů bylo národnosti romské, 9 polské, 26 německé a zbylých 23 národnosti vietnamské.

### Náboženský život
Kostel ve Volarech byl postaven již ve 14. století, zpočátku však byl filiální k faře ve Zbytinách. Roku 1496 byl původně dřevěný kostel vystavěn znovu z kamene. V 1. polovině 16. století se ve Volarech objevili přívrženci novokřtěnectví: v roce 1536 je zmiňován novokřtěnec Michal mydlář z Volar, který byl upálen ve Vídni. První písemná zpráva o faráři ve Volarech pochází až z roku 1570. Do konce 16. století byla zdejší fara katolická, v roce 1603 byl však volarský farář predicant (nekatolík). Pobělohorská vlna rekatolizace se ve Volarech projevila odchodem nekatolického kněze a poté sem docházel farář ze Záblatí. Teprve od roku 1628 měly Volary vlastního katolického kněze. V roce 1903 byla volarská fara povýšena na děkanství. Při sčítání lidu v roce 1930 se hlásilo 97,8% obyvatel tehdejšího města Volar k římskokatolickému vyznání, 0,9% k československému, 0,7% k evangelickému a 0,6% bylo bez vyznání.
Při sčítání lidu, domů a bytů v roce 1991 se k náboženskému vyznání přihlásilo 1404 osob, tj. 35,8 % obyvatel Volar. V roce 2001 se však mezi věřící řadilo už pouze 870 z 4068 obyvatel, tedy o 14,4 % méně. Největší počet věřících se v roce 1991 hlásil k římskokatolické církvi (1334 osob), během následujících deseti let však poklesl na 790 osob. K Církvi československé husitské se v roce 2001 přihlásilo 11 věřících (o 11 méně než v roce 1991), k Českobratrské církvi evangelické se téhož roku nově přihlásilo 5 věřících, pět věřících k Náboženské společnosti Svědkové Jehovovi a pouze jeden občan k Pravoslavné církvi v Českých zemích a na Slovensku. V obci se nachází farní kostel svaté Kateřiny. Z římskokatolické farnosti Volary jsou excurrendo spravovány farnosti Cudrovice, České Žleby, Křišťanov, Pěkná, Zbytiny a Želnava.

## Obecní správa a politika

### Místní části

Členění na místní části a KÚ

Městský úřad Volary spravuje území o celkové rozloze 107,63 km2, které se dělí na 7 katastrálních území a 3 místní části, z nichž jednu tvoří vlastní město a ostatní dvě jsou vesnice v blízkém okolí. Podle sčítání lidu v roce 2001 bylo ve Volarech 584 domů a žilo zde 4068 obyvatel; podle posledních součtů z roku 2010 zde žilo 4094 obyvatel.
Základní údaje k místním částem města Volar:
- Chlum: 22 obyvatel (2001),[49] 35 domů[50];
- Mlynářovice: 47 obyvatel (2001),[49] 56 domů[50]+
- Volary: 3999 obyvatel (2001),[49] 617 domů[50]

Následující tabulka skýtá přehled katastrálních území Volar včetně rozlohy a základních sídelních jednotek, které na nich leží.
| Název KÚ            | Základní sídelní jednotky | Část obce   | km2   |
| ------------------- | --- | ----------- | ----- |
| A                   | A | A           |       |
| Cudrovice           | Cudrovice | Mlynářovice | 6,94  |
| Horní Sněžná        | Horní Sněžná | Chlum       | 7,79  |
| Chlum u Volar       | Chlum | Chlum       | 7,92  |
| Krejčovice          | Krejčovice | Mlynářovice | 2,63  |
| Milešice            | Milešice | Mlynářovice | 12    |
| Mlynářovice u Volar | Mlynářovice | Mlynářovice | 10,96 |
| Volary              | Jedlová, Průmyslový obvod, Sídliště, Soumarský most, Stögerova Huť, U Lexova Mlýna, Účelové zařízení, Volary-střed, Za pivovarem | Volary      | 59,38 |

Město Volary je také jednou z obcí s pověřeným obecním úřadem v okrese Prachatice. Pro Volary příslušným městem s rozšířenou působností a sídlem okresu jsou Prachatice.
Obce náležející do správního obvodu pověřeného obecního úřadu Volary
- Křišťanov
- Lenora
- Nová Pec
- Stožec
- Volary
- Zbytiny
- Želnava

### Zastupitelstvo a starosta
Městský úřad Volar tvoří starosta, jeden místostarosta, tajemník úřadu a další zaměstnanci. Součástí městského úřadu je též 5 odborů. Od roku 2006 byla starostkou Martina Pospíšilová; zastupitelstvo města tvoří 15 členů. Součástí zastupitelstva ve Volarech je také městská rada. Do roku 1990 řídil město národní výbor a funkce jeho předsedy odpovídala pozdějšímu úřadu starosty.
V roce 1994 se konaly první volby do obecních zastupitelstev od vzniku samostatné České republiky. Do zastupitelstva obce tehdy kandidovalo sedm místních politických uskupení. Ve volbách zvítězila s 32,50 procenty hlasů Komunistická strana Čech a Moravy a získala tak 5 z celkových 15 mandátů. Na druhém místě s 26,79 % hlasů skončila koalice ODS a ODA, která získala v městském zastupitelstvu 4 mandáty. Volební účast byla 62,80 %; celkem hlasovalo 1 793 voličů.
Po posledních volbách do zastupitelstva města Volar svoji pozici z předchozího volebního období z let 2006 až 2010 ještě více upevnilo Hnutí pro harmonický rozvoj obcí a měst, které získalo šest z patnácti mandátů. Polepšilo si tedy o dvě křesla. Naopak propad postihl Občanskou demokratickou stranu, která ztratila dva mandáty. Nováčkem bylo uskupení Město lidem, které získalo dva mandáty. Česká strana sociálně demokratická a Komunistická strana Čech a Moravy si udržely stejný počet křesel. Volební účast 47 procent přibližně odpovídala celostátnímu průměru.

### Znak a vlajka
Městský znak Volar tvoří stříbrný štít, ve kterém jsou vyobrazeny čtyři jedle, prostřední vyšší než krajní, stojící na zelené kamenité půdě. Symbol má připomínat, že Volary měly vždy právo v lesích volně pást dobytek a kácet stromy. Znak městu potvrdil 30. dubna 1871 císař František Josef I.
Městská vlajka je odvozena zjednodušením městského znaku a byla městu udělena roku 1995. Na vlajce se v zeleném poli nachází bílá krokev tvaru zalomeného břevna. Tento tvar také bývá připodobňován k písmenu „V“ jako iniciále Volar.

### Členství ve sdruženích
Město Volary je rovněž zakládajícím členem Mikroregionu Horní Vltava – Boubínsko.

## Hospodářství
Po úpadku obchodu na středověké Zlaté stezce bylo základem volarského hospodářství především zemědělství, lesnictví, dřevozpracující řemesla, tkalcovství a v 17. a 18. století také sklářství. V roce 1910 se Volary staly železničním uzlem se spojením do českého vnitrozemí (Vimperk, Prachatice, České Budějovice) i do Bavorska a s tím souvisela hospodářská expanze města. Až do 1. světové války byly hospodářské přebytky (dobytek a masné výrobky, máslo a sýry, dřevěné zboží) dodávány na rakousko-uherský trh i do zahraničí. Za první republiky měly Volary svou nemocnici, lékárnu, poštu, městskou spořitelnu, pivovar, sodovkárnu, tři cihelny, sedm parních pil, pět mlýnů, továrnu na lišty a rámy, několik dílen na výrobu dřevěných předmětů, kovoobráběcí podnik Knäbel (tzv. řetízkárnu), mlékárnu se sýrárnou, jatky, mandl a cementárnu.
Po druhé světové válce byl v provozu pivovar, mlékárna a pila, avšak zanikly mlýny, přestala fungovat řetízkárna, byla zrušena sodovkárna. Budova bývalé zemské mistrovské školy dřevařské z roku 1904 sloužila nejprve jako výrobna kovodružstva Jihokov a poté zde byla provozovna Jitony.
Mlékárna s dlouholetou tradicí byla zavřena v roce 1952. Volarský pivovar byl založen v roce 1875, v roce 1945 převeden do národní správy, od roku 1949 byl součástí Pošumavských pivovarů (pozdější Jihočeské pivovary n. p.) a v roce 1961 byl zrušen. V roce 1957 byla rekonstruována pekárna.
Nejvýraznějším zásahem do ekonomického vývoje města byla výstavba dřevokombinátu Jihočeských dřevařských závodů v letech 1961 až 1966. Po rozšíření v roce 1977 se dřevokombinát rozkládal na ploše 10 ha a sestával z více než 30 objektů; hlavní činností závodu byla výroba dřevotřískových desek. Jeho hospodářský rozvoj se odrazil ve výstavbě města: v 60. a 70. letech 20. století bylo pro rodiny zaměstnanců postaveno panelové sídliště, nová škola, moderní lékárna, prodejna potravin, sportovní zařízení, také hotel a další. V roce 1989 bylo v závodě zaměstnáno 518 lidí, na počátku 90. let 20. století to bylo již jen necelých 400. V lednu 1997 byl zrušen jeden ze tří zdejších provozů, přířezovna (30 zaměstnanců); v září roku 1998 ukončila činnost i pila (56 zaměstnanců). V polovině roku 1999 podnik zaměstnával již jen 186 osob. Dne 27. 9. 1999 vstoupily Šumavské dřevařské závody a. s. se sídlem ve Volarech do likvidace, čemuž předcházela změna majoritního vlastníka akcií, výpadky ve výrobě, nízká produktivita práce a v důsledku toho prodražování výroby a její ztrátovost. V témže roce ukončila firma Jitona a.s. se sídlem v Soběslavi činnost pracoviště ve Volarech z důvodu vysokých režijních nákladů. Provoz i se všemi 52 zaměstnanci přešel na základě smlouvy o prodeji podniku na novou firmu Sesazovna dýh s. r. o., jejímž jediným společníkem je město Volary.
V 90. letech 20. století došlo ve Volarech k nárůstu počtu zaměstnanců v elektrotechnickém průmyslu. V roce 1993 vznikla firma Elim spol. s r.o. (montáž a opravy kancelářské a reprodukční elektroniky, výroba a montáž elektronických modulů, výrobků a zařízení spotřební elektroniky, výroba plastových výrobků). Výrobní závod a v roce 2001 novou výrobní halu ve Volarech otevřela také nadnárodní společnost Vishay Electronic spol. s r.o. Jejím nosným výrobním programem je výroba pevných vrstvových i drátových odporů, polohových snímačů, transformátorů a vícevrstvých keramických axiálních a radiálních kondenzátorů, které se kromě běžné spotřební elektroniky používají v automobilovém, železničním a kosmickém průmyslu, letectví a lékařství.
Celkově je správní obvod obce s pověřeným obecním úřadem Volary hodnocen v rámci České republiky jako mikroregion s poměrně málo rozvinutým průmyslem a sférou služeb. Limitujícími faktory pro hospodářský rozvoj jsou příhraniční poloha, nadmořská výška, značná zalesněnost, nízká hustota obyvatelstva a útlum hospodářské činnosti na území národního parku a chráněné krajinné oblasti Šumava. Z hlediska nezaměstnanosti se jedná o nejproblémovější mikroregion okresu Prachatice: míra nezaměstnanosti se v druhé polovině 90. let 20. století a v prvních pěti letech 21. století pohybovala nad 10 %. V celé oblasti není v současnosti velký zaměstnavatel ani větší počet firem, které by v součtu nabídly dostatečný počet pracovních příležitostí. Přesto v období od srpna 2009 do srpna 2010 došlo na Volarsku k výraznému poklesu míry nezaměstnanosti ze 7,79 % na 5,97 %. Nejvýznamnějšími zaměstnavateli ve Volarech jsou kromě Vishay Electronic, spol. s r. o. a Elim, spol. s r. o. také ZEFA Volary spol. s r. o. (zemědělská výroba se zaměřením na živočišnou výrobu), stavební firmy Šumavská stavební s. r. o. Volary a Rekon Insta s. r. o., dřevozpracující firmy Sesazovna dýh spol. s r.o. a Molda spol. s r.o. (výroba obrazových lišt a rámů), Městské lesy Volary, spol. s r. o., a Pekárna Šumava. Část pracovních příležitostí poskytuje cestovní ruch.
Pokud jde o hospodaření samotného města, roku 2009 byl rozpočet schodkový, město však využilo dotací z evropských fondů, aby rozpočtovou bilanci vyrovnalo. Mohlo také uskutečnit rozsáhlé investiční akce, které by jinak bez dorovnání rozpočtu penězi z dotací vedly k zadlužování města. Rozpočet města pro rok 2010 byl ke dni 30. června 2010 dokonce přebytkový. Podle uveřejněného plánu by takový měl být i na konci kalendářního roku.

## Doprava

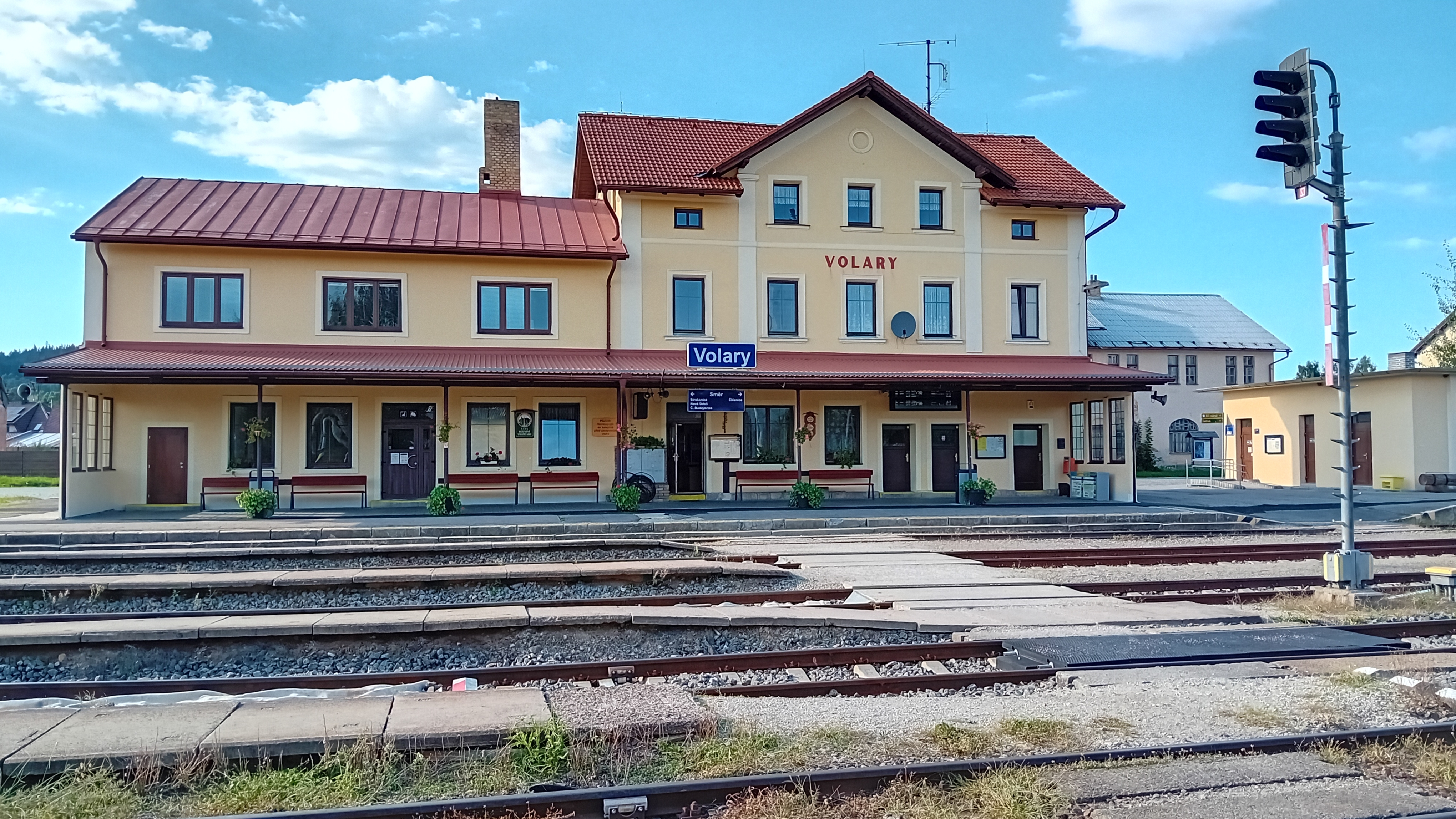
Volarské železniční nádraží

Již ve středověku vedla přes Volary jedna větev Zlaté stezky. Ta měla tři větve a označení Zlatá stezka se užívá pro celou jejich soustavu. Přes Volary vedla prachatická větev. Ostatní dvě, vimperská a kašperskohorská, vedly západněji. Právě díky této stezce, která v místě dnešního města přecházela v hlubokém hvozdu Volarský potok, mohly vzniknout i Volary. Proto má také dodnes volarské náměstí protáhlý tvar širší ulice, neboť prvotní osídlení se vyvinulo právě podél stezky.
Původní trasa prachatické větve Zlaté stezky (pojmenování vzniklo až v 16. století) vedla z biskupského Pasova (dnes v Bavorsku), zemskou hranici překročila nedaleko za vesnicí Bischofsreut a na české straně se napojila mezi dnešní Lenorou a Volary na trasu dnešní silnice I/39. Místo, na němž se stezka stáčela na Volary, se dodnes nazývá Soumarský most podle mostu, jímž překračovala Teplou Vltavu. Nedaleko mostu stála opevněná bašta, střežící tento strategický bod na stezce. Její pozůstatky byly roku 2008 vyhlášeny národní kulturní památkou. Dodnes se zachovalo také označení Volarské šance. Trasu stezky lze dnes vysledovat i díky takovým dochovaným pomístním jménům. Některé úseky stezky přímo kopírují pozdější silnice.
Ve vrcholných obdobích Zlaté stezky ve 14. a znovu v 16. století mělo procházet přes Volary až tisíc soumarů týdně. Volary tak sloužily jako jedno z největších nocležišť těchto lidí. Přepravním zbožím byla především sůl. Za třicetileté války sloužila stezka i armádě, která ji využívala k přesunům mnoha jednotek. Do první poloviny 18. století však stezka v důsledku mnoha změn v dálkovém obchodu postupně zanikla.

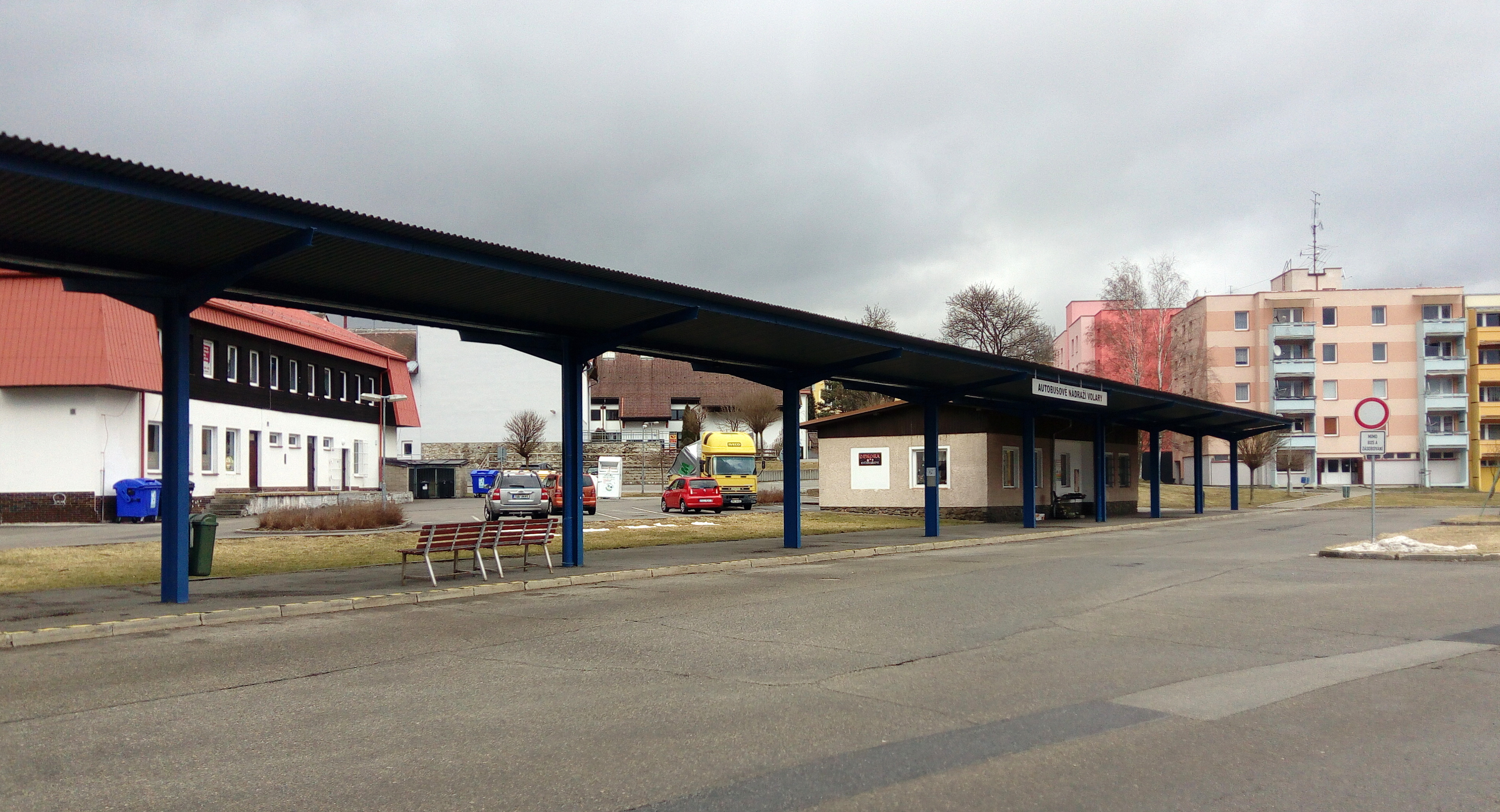
Autobusové nádraží

Od konce 20. století jsou Volary dopravním uzlem regionálního významu. Městem prochází silnice první třídy silnice I/39 (Lenora – České Budějovice) a krajská komunikace druhé třídy č. 141, spojující město s Prachaticemi a Vodňany, končící až v Týně nad Vltavou. Poblíž křižovatky obou silnic se nachází autobusové nádraží.
Přes Volary vede také cyklistická trasa Klubu českých turistů IV. třídy číslo 1055.

### Železniční doprava
Železniční stanice Volary se nachází přímo ve městě. Přes Volary vede (pro Volary nejvýznamnější) železniční trať Číčenice – Nové Údolí, která se pak v železniční stanici Černý Kříž (v úseku Volary – Nové Údolí) kříží s železniční tratí České Budějovice – Černý Kříž.
Ve Volarech končí železniční trať Strakonice – Volary.

## Společnost

### Školství

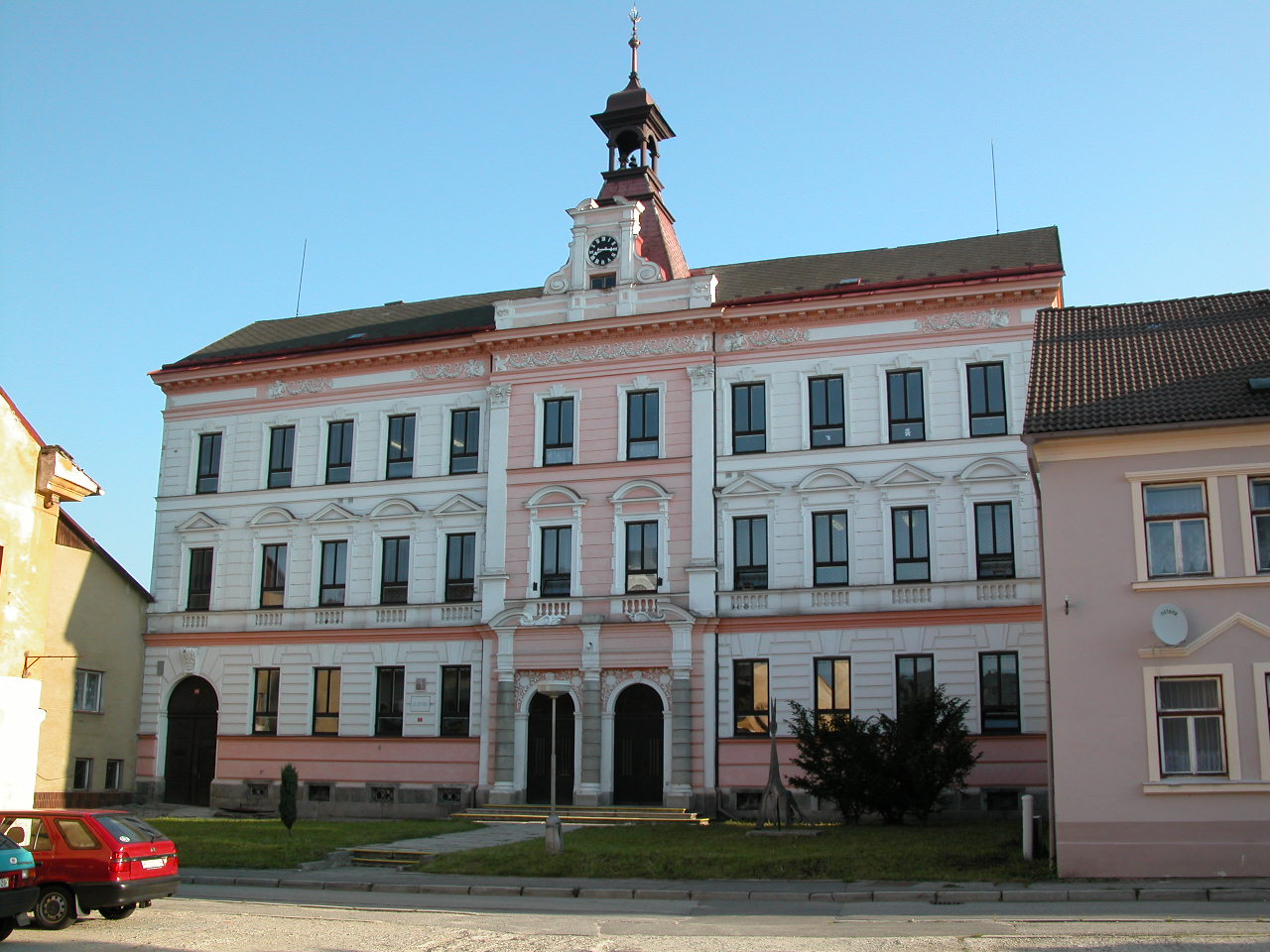
Bývalý první stupeň základní školy

V městě působí dvě mateřské, jedna základní a jedna základní umělecká škola.
ZŠ Volary je jedinou základní školou ve Volarech. Sídlila ve dvou různých budovách, v roce 2010 byla sjednocena do budovy druhého stupně základní školy. Bývalý první stupeň základní školy se nachází v historické budově v centru města v ulici Pod kostelem. Společná budova prvního i druhého stupně leží v západní části města mezi silnicí I/39 a železniční tratí v ulici U nádraží. Součástí areálu druhého stupně základní školy je i hřiště, vybudované v létě roku 2009; část finančních prostředků poskytl Evropský fond regionálního rozvoje. Ke škole patří i školní jídelna. Slouží také jako spádová škola pro žáky z obcí, resp. jejich místních částí Lenora, Zátoň, Houžná, Vlčí Jámy, Stožec, Nová Pec, České Žleby, Želnava, Slunečná, Záhvozdí, Chlum, Pěkná a Mlynářovice; k 30. září 2006 ji navštěvovalo celkem 437 žáků.
K místnímu školství patří také Základní umělecká škola Volary. Ta slouží od 1. září 1990; byla zřízena rozhodnutím městského zastupitelstva. Škola je tedy zařízením města Volary. Škola se rychle rozrostla: v roce 2010 ji podle úředních údajů navštěvovalo více než 200 žáků. V téže době škola také sloužila na přidruženém pracovišti v Lenoře, které navštěvovalo v průměru asi 20 žáků. Ve škole se vyučují obory hudební a výtvarný. Ústav mimo jiné své aktivity dlouhodobě spolupracuje s německou školou Gymnasium Leopoldinum Passau.
Soustavu škol ve Volarech doplňuje Mateřská škola Volary se šesti třídami; navštěvuje ji přes 100 dětí.

### Kultura
Jedním z kulturních zařízení ve Volarech je městská knihovna. Vznikla roku 1946 z iniciativy zdejšího učitele Bárty. Spoluzakladatelem byl tehdejší Svaz mládeže. Finančně a materiálně ji podporoval městský národní výbor a fond Darujte knihy pohraničí. Do konce roku 1946 získala knihovna přes 700 svazků. Od roku 1989 se jmenovala Středisková knihovna Volary, v devadesátých letech se stala Městskou knihovnou Volary. V době přejmenování čítaly sbírky knihovny již asi 20 tisíc svazků. Od roku 1993 je systém výpůjček v knihovně digitalizován. Od roku 2000 nabízí veřejnosti knihovna i volný přístup k internetu ze dvou počítačů. Obsluha knihovny sestává (2010) ze dvou pracovníků.
Další kulturní institucí je Městské muzeum Volary, jehož zřizovatelem je rovněž město. Sídlí v jednom z původních roubených domů. Muzeum svým návštěvníkům nabízí čtyři stálé expozice: Pochod smrti připomínající událost ze 4. května 1945, Staré Volary ve fotografii, Zlatá stezka a Kdo si hraje, nezlobí. Každý rok navíc připravuje pro návštěvníky jednu až dvě další výstavy. V roce 2010 to byla výstava Babiččiny kočárky, která představovala sbírku kočárků z let 1860 až 1960. Současně s ní byla uspořádána i výstava Podmalby na skle, která představila tento druh umění především na ukázkách s duchovními motivy.
Dalším kulturním podnikem ve městě je kino na náměstí, které promítá několikrát v týdnu. Působí zde také Dům dětí a mládeže Volary, který pravidelně pořádá akce pro děti a mládež i dlouhodobou zájmovou činnost. Pořádá také dlouhodobější pobyty.
Každoročně se ve městě konají Volarské slavnosti dřeva, již tradiční kulturní akce (viz níže v oddílu Festivaly).

### Sport
Sportovní vyžití umožňuje ve Volarech několik sportovních zařízení. Celoročně je otevřen krytý plavecký bazén, jehož součástí je také sauna. Areál se nachází na okraji města. Bazén, rozdělený na šest plaveckých drah, je dlouhý standardních 25 metrů a hluboký 1,5 metru. V areálu se nachází také malý dětský bazén. V průběhu celého roku nabízí bazén svým návštěvníkům i možnost věnovat se různým aktivitám, např. kurzy plavání či vodní aerobik.
V první čtvrtině roku 2010 bylo možné vedle krytého bazénu využít zapůjčenou umělou ledovou plochu, používanou jako kluziště, vybudovanou z polymerových desek. Poblíž bazénu se rovněž nacházejí tenisové kurty.
Občanům Volar celoročně slouží také posilovna a bowlingové dráhy. V okolí města lze v zimě také lyžovat, např. v nedaleké obci České Žleby slouží lyžařský vlek. Tento lyžařský areál provozuje Ski klub Šumava Volary, sídlící přímo ve Volarech.

### Festivaly
Každoročně se ve městě konají Volarské slavnosti dřeva, již tradiční kulturní akce. V rámci oslav je pořádán pochod návštěvníků obutých do dřeváků, přičemž je pokaždé snaha pokořit světový rekord v počtu takto obutých účastníků. Součástí třídenních slavností je mj. také prezentace šumavských řemesel.
- Volarské slavnosti dřeva

## Pamětihodnosti

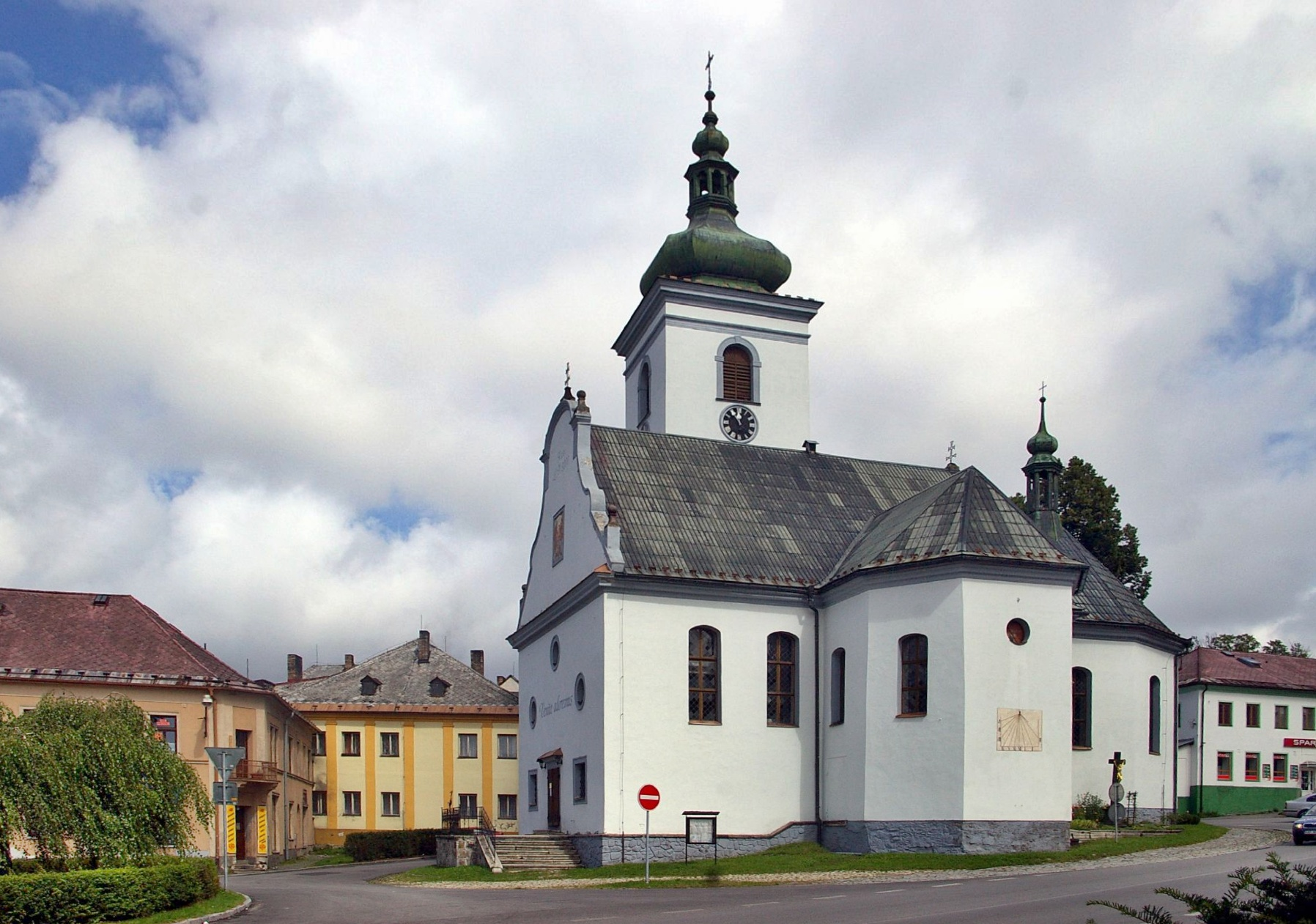
Kostel sv. Kateřiny

K volarským památkám patří především kostel svaté Kateřiny na náměstí. Základy jeho věže jsou zřejmě nejstarší dochovanou stavbou ve Volarech. Počátky stavby kostela nejsou přesně známy, ale ve 14. století byl filiální k faře ve Zbytinách, ležících 7 km severovýchodně od Volar. V roce 1496 byl kostel přestavěn z kamene v pozdně gotickém slohu . Později však byl zbořen a na jeho místě v letech 1688–1690 vystavěn nový v barokním slohu za vedení italského políra Jana Canevaleho. Kostel byl slavnostně vysvěcen 8. října 1690. Svatostánek byl tehdy svěřen do ochrany svaté Kateřině Alexandrijské. Později byl kostel opakovaně přestavován a upravován, zvláště v letech 1724 (zvýšena věž), po požáru 1754 obnoven a zvětšen 1756 a znovu 1863 (úpravy po požáru). Důvodem byly především škody způsobené opakovanými požáry a zvláště pak velkými požáry v letech 1715 a 1754, způsobenými úderem blesku. Kostel dnes má půdorys kříže, jižní kaple se nazývá Tusetská. Tato kaple byla vystavěna v roce 1764, později byl do ní uložen obraz z dřevěné stožecké kaple Panny Marie. Označení Tusetská pochází z německého jména obce Stožec (Tusset), ležící jižně od Volar.
Další památkou je křížová cesta z 2. poloviny 19. století, vedená do svahu vrchu Kamenáče.

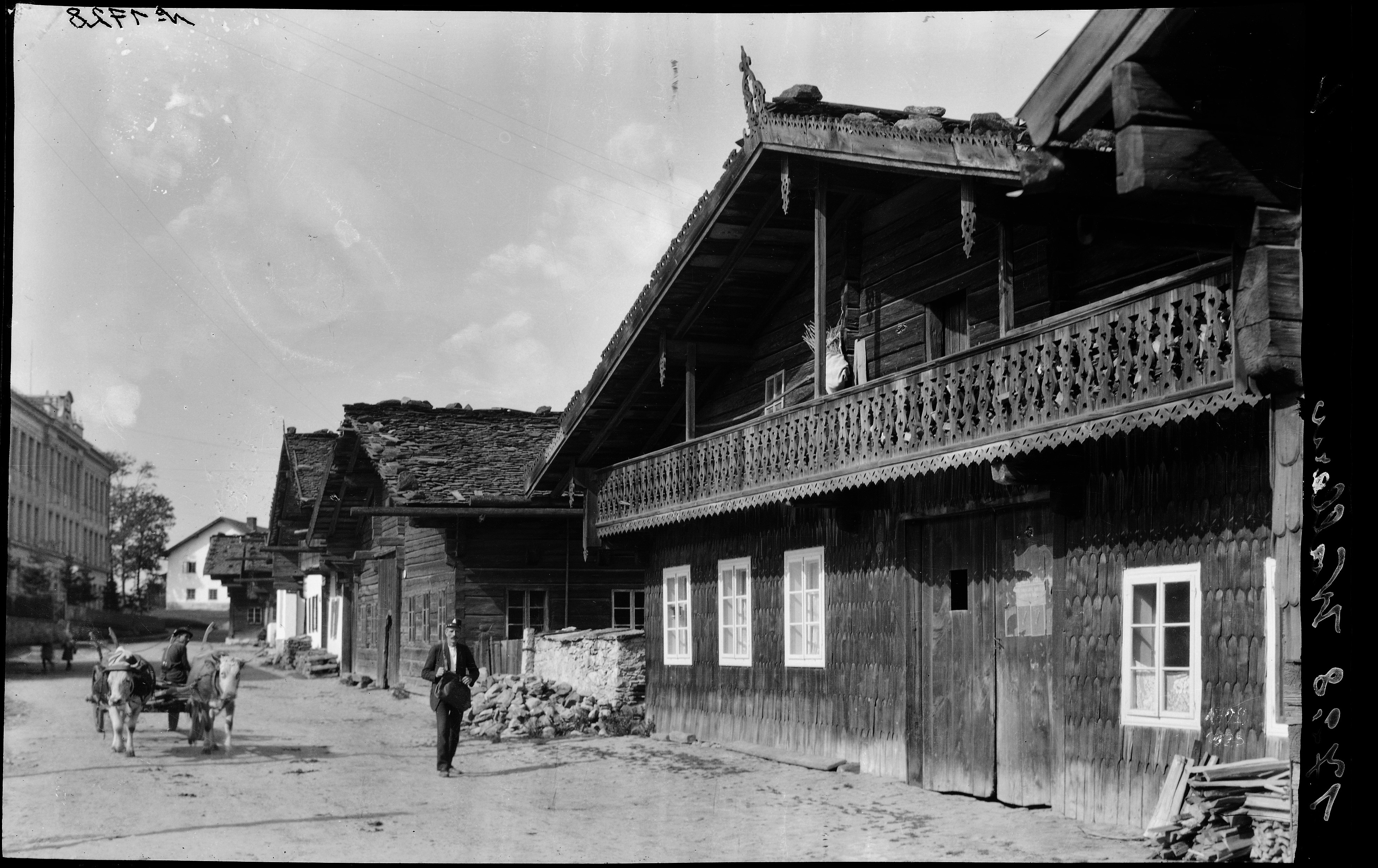
Ulice ve Volarech v roce 1920, fotografie: Josef Seidel

Významnými stavebními památkami na území města jsou zachované roubené domy. Byly vystavěny v upraveném alpském stylu a v České republice se vyskytují pouze ve Volarech a nedaleké osadě Dobrá. Roubenky tohoto stylu se proto obecně nazývají volarské alpské domy. Vyznačují se několika charakteristickými rysy. Přízemní patro může být částečně zděné, první patro je zcela roubené. Dřevo použité na stavbu bylo napouštěno volskou krví. Střechy stavení byly kryty štípaným šindelem. Domy jsou nařízením vlády České republiky č. 127/1995 Sb. ze dne 24. května 1995 chráněny ve vyhlášené vesnické památkové rezervaci Volary.
K dalším zajímavostem patří např. volarské menhiry. Jde o soubor jedenácti prehistorických menhirů, které tvoří rondel či kromlech a sloužily snad jako observatoř, případně svatyně. Volarské menhiry jsou původem z Krušných hor a u Volar je roku 2007 umístila skupina nadšenců, aby je zachránila před zkázou při stavbě silnice na jejich původním místě.

### Zaniklé památky
- Achatzův mlýn

## Přírodní poměry

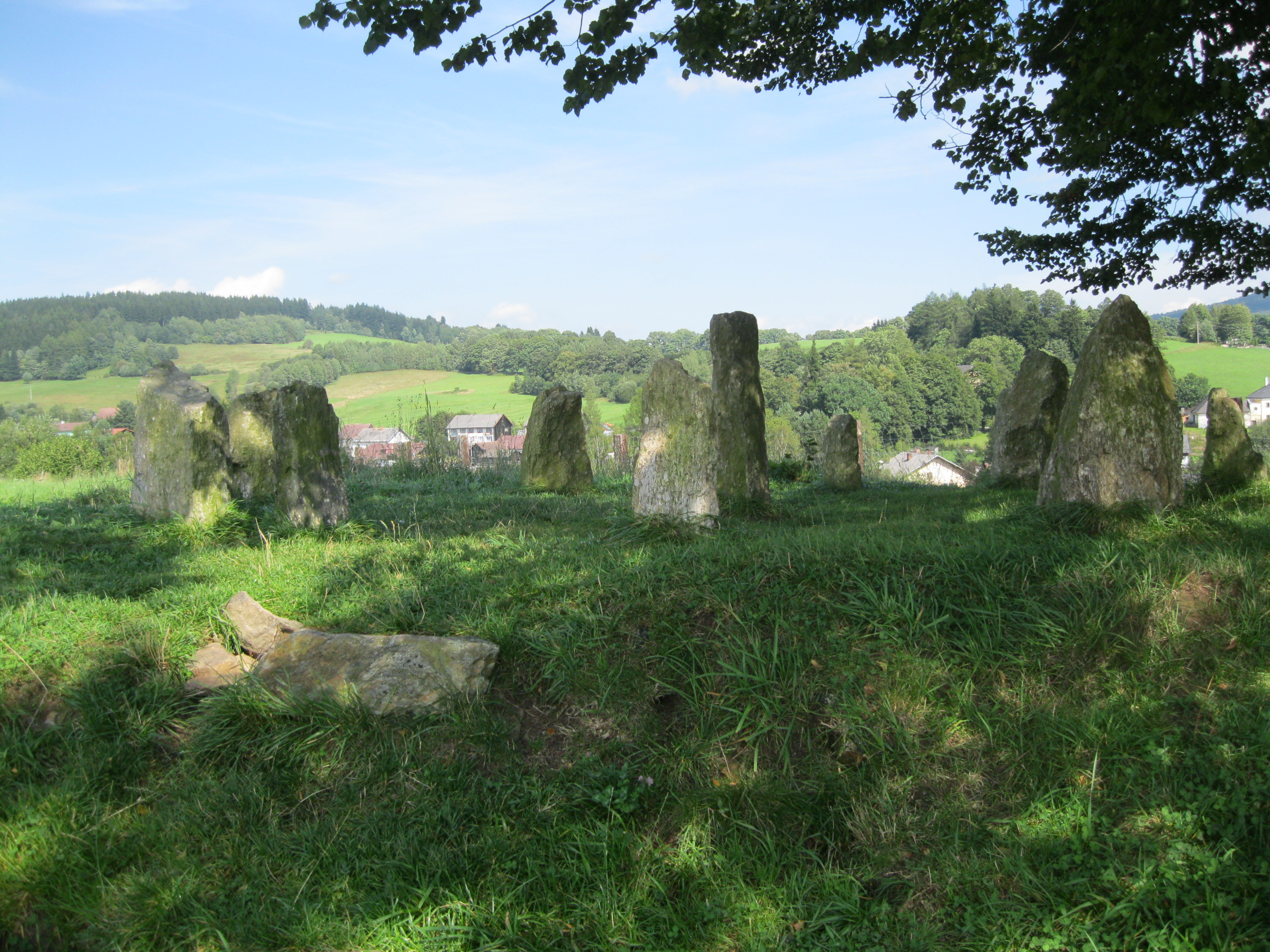
Volarské menhiry

Území obce je na území Chráněné krajinné oblasti Šumava, evropsky významné lokality Šumava, ptačí oblasti Šumava a ptačí oblasti Boletice; je v blízkosti Národního parku Šumava.
Ve správním obvodu Volar se nachází několik chráněných území, především Malá niva a Vltavský luh v I. zóně Národního parku Šumava (ta zahrnuje i dřívější národní přírodní rezervaci Mrtvý luh), národní přírodní rezervace Velká niva, přírodní rezervace Milešický prales a rezervace Na soutoku v údolí Blanice; jen tato poslední je přístupná turistům. Severně od města leží přírodní památka Vraniště.
Na území správního obvodu Volar se také nachází deset tisícovek. Polovina z nich náleží k Želnavské hornatině: dva vrcholy Doupné hory (1030 m, 1049 m a 1052 m), Křemenná (1085 m), Mechový vrch (1013 m) a Větrný (1053 m). Dalších pět volarských tisícovek se zvedá v Boubínské hornatině: Bobík (1265 m), Jedlová (1089 m), Malý Bobík (1037 m), Solovec (1155 m) a Větřín (1164 m). Nejblíže od centra Volar leží z těchto hor Větrný – vzdušnou čarou 3,3 km. Nejvyšší volarskou tisícovkou je Bobík, který je se svou výraznou siluetou nepřehlédnutelnou dominantou volarské kotliny. Z Volar na vrchol Bobíku vede 7 km dlouhá značená turistická stezka.

### Naučné stezky
V okolí Volar se nachází také množství přírodních zajímavostí. Patří k nim např. tři naučné stezky. První z nich je naučná stezka vedená po trase původní Zlaté stezky. Stejně tak jako zaniklá stezka obchodní i tato naučná spojuje města Pasov, Volary a Prachatice. Další je stezka Naše rašeliniště v místech někdejší těžby rašeliny v okolí Soumarského mostu. Stezka je součástí projektu revitalizace rašeliniště, které již není využíváno k těžbě. Trasa měří 2,5 kilometru a její součástí je i sedm metrů vysoká vyhlídková věž na návrší uprostřed rašeliniště. Na cestě jsou rozmístěny informační tabule o fauně, flóře a způsobu těžby. V okolí Volar vede také nejstarší naučná stezka Šumavy, zvaná Medvědí stezka. Byla vyznačena již roku 1967. Roku 2001 byla upravena a aktualizována. Stezka prochází divokou přírodou Šumavy, kolem pomníku zastřelení posledního šumavského medvěda a ukazuje i způsob plavení dřeva z hor do podhůří.

## Rodáci
- Engelberg Ritter (1838–1920), řezbář
- Franz Haselsteiner (1851–1937), sochař
- Leopold Hafner (1859–1925), sochař a řezbář
- Hans Schreiber (1859–1936), přírodovědec, čestný občan města[109]
- Gustav Herglotz (1881–1953), německý matematik
- Hans Foschum (1906–1956), architekt
- Jeanette Baroness Lips von Lipstrill (1924–2005), rakouská umělkyně
- Ilse Viehbeck-Veith (1926–2003), německá básnířka
- Věra Kistlerová (1929–2006), česká spisovatelka žijící v USA
- Alfred Walter (1929–2004), dirigent
- Franz Bernhard (* 1934), německý sochař
- Paul Praxl (* 1935), historik, archivář a publicista

## Osobnosti spjaté s městem
- Felicitas Stubnerová (1917-1978), malířka a ilustrátorka, žila a zemřela ve Volarech

## Partnerská města
- Grainet, Německo
- Waldkirchen, Německo
- Wallern an der Trattnach, Rakousko

Volary dále neformálně spolupracují s městy Perlesreut v Německu a Wallern im Burgenland v Rakousku.